# Битва при Дюббёле
Битва при Дюббёле (дат. Dybbøl Banker) или Бои при Дюббёле (дат. Kampene ved Dybbøl) — решающее сражение Датской войны. После нескольких недель осады  18 апреля 1864 года десять редутов датской дюббёльской позиции были взяты штурмом пруссаками под командованием принца Фридриха Карла. В германской историографии битва также известна как Штурм окопов при Дюббёле (нем. Erstürmung der Düppeler Schanzen).

## Предыстория
После аннексии Шлезвига в ноябре 1863 года датским королём Кристианом IX (который также был герцогом Шлезвига), прусско-австрийские войска вторглись в Ютландию в январе 1864 года.
Датская армия была оснащена хуже, чем немецкие войска, и имела старые винтовки. Прусская армия была оснащена игольчатыми ружьями Дрейзе, которые можно было перезаряжать лежа, тогда как датчане должны были перезаряжать свои винтовки стоя, а потому были хорошей мишенью для пруссаков.

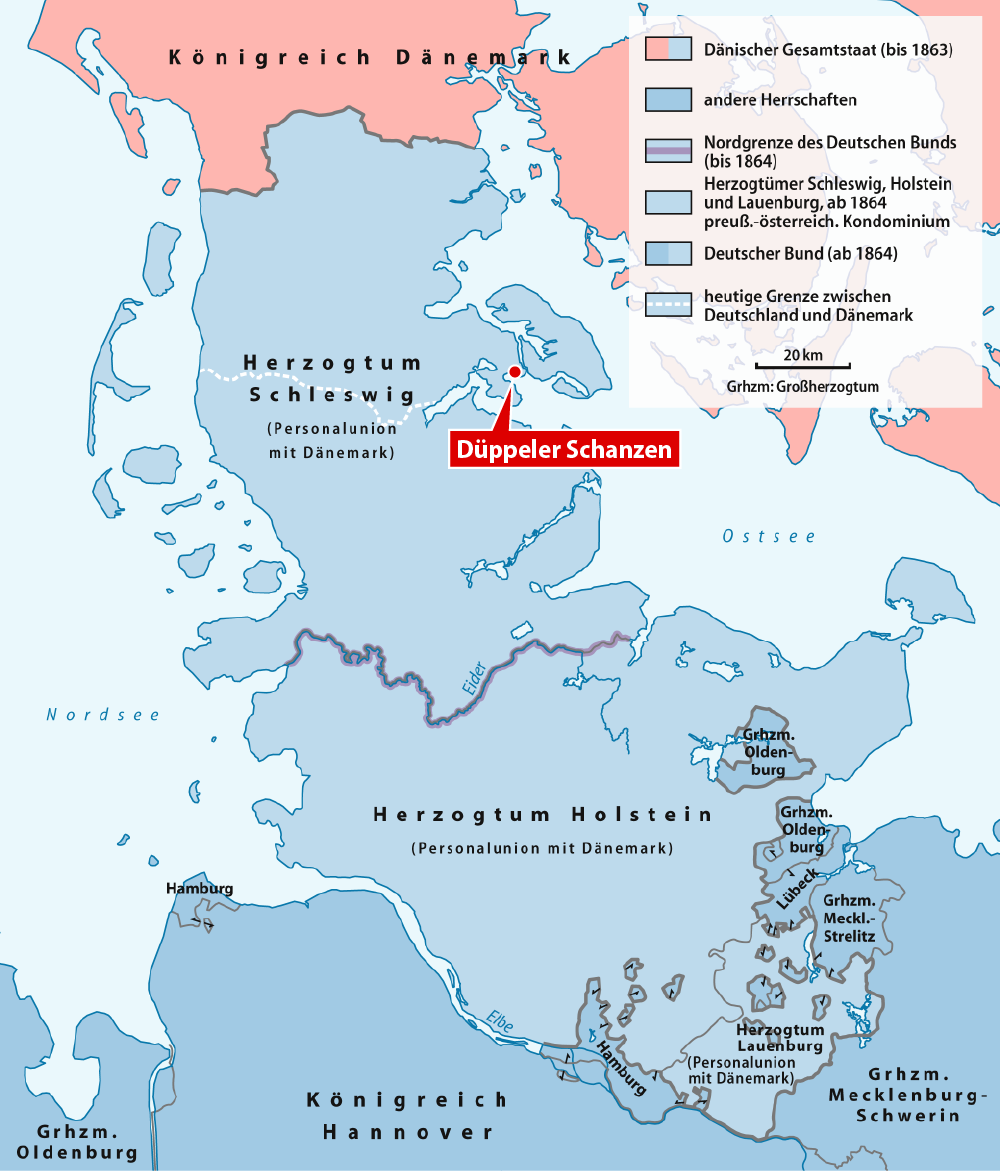
Место дюббёльской позиции на карте Ютландии

Форт Дюббёль находится на коротком полуострове, который защищает от доступа к форту с суши. Дюббёль был плохо подготовлен к атаке в связи с тем, что датчане потратили слишком много усилий на сооружение укреплений Даневирке. Дюббёлю особенно не хватало безопасных убежищ в передней линии, но, что еще хуже, современной артиллерии, особенно дальнобойных нарезных орудий. Неудачное географическое расположение и рельеф местности в итоге сделали это место совершенно непригодным для длительной обороны.
У датчан было лишь одно главное преимущество — они господствовали на море. К моменту начала битвы они смогли пришвартовать у берегов новейший двухбашенный броненосец «Рольф Краке» (Rolf Krake) для поддержки датских сухопутных войск с помощью бомбардировки с берега. На протяжении большей части осады Дюббёля броненосец Rolf Krake был использован в качестве мобильной платформы для тяжелых морских артиллерийских орудий, и пруссаки были почти беспомощны в борьбе с ним, так как не имели собственных военно-морских сил, способных противостоять датскому флоту.
Огневая мощь «Рольфа Краке», однако, не была использована в должной мере. Специалистами давно было замечено, что броненосец мог быть использован для более активных атак на пруссаков, но, в конечном итоге, вооруженный 4 мощными дульнозарядными орудиями Rolf Krake так и не оказал должной поддержки датским сухопутным войскам. Между тем, известно, что в 1864 году, блокируя немецкое побережье, «Рольф Краке» в дуэли с прусскими береговыми батареями у Эгерисунда успешно выдержал 150 попаданий снарядов 24-фунтовых нарезных орудий.

## Ход битвы

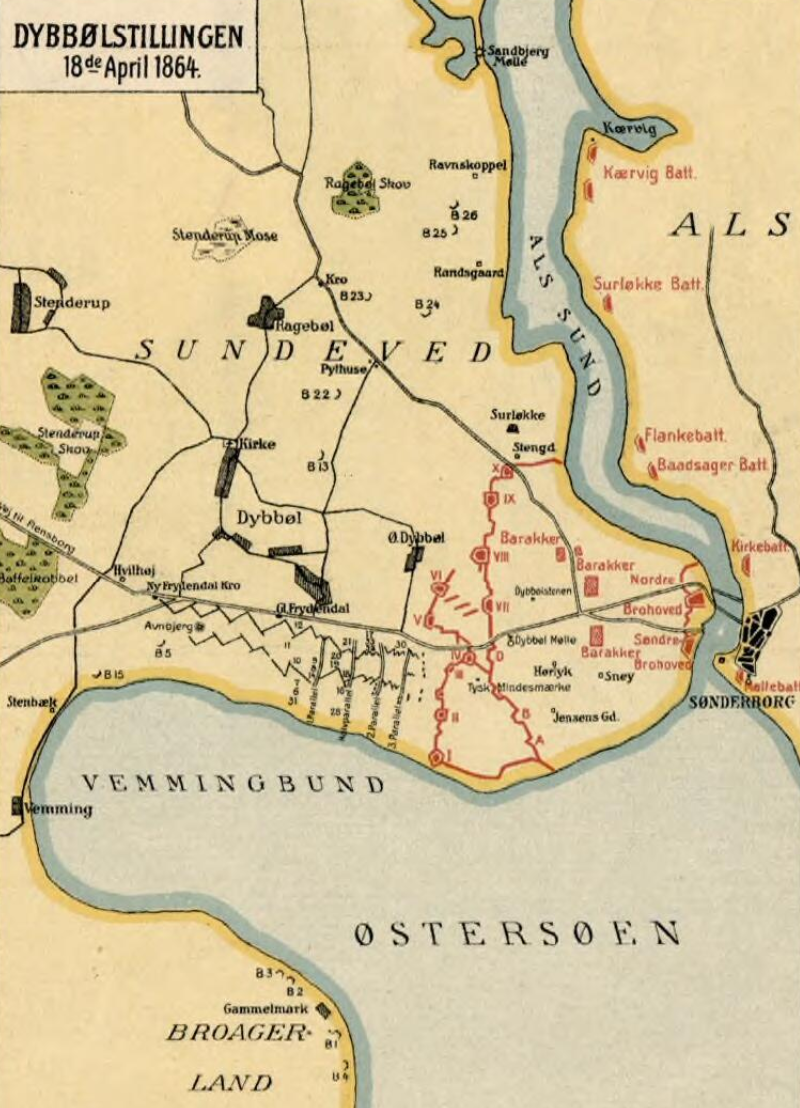
Карта дюббёльской позиции

### Штурм 28 марта
Первый штурм редутов произошел в ночь на пасхальный понедельник, 28 марта 1864 года. Целью внезапной атаки пруссаков, начавшейся в 3 часа ночи, было захватить датские аванпосты перед южными редутами I–IV и дойти до них как можно дальше и приблизиться к укреплениям с целью захвата местности для рытья осадных траншей. Датчане ответили сильным оборонительным огнем из редутов, а после рассвета также совершили небольшие вылазки. Фланговый огонь датского броненоска «Рольф Краке» с моря оказался серьезным препятствием на правом крыле атаки, поскольку местность не давала пруссакам прикрытия. Бои закончились около 10 часов утра, и пруссаки закрепились на позициях бывшего датского форпоста. Цель атаки была по существу достигнута, и на следующую ночь началось строительство траншей, что ознаменовало начало фактической осады. Потери в боях 28 марта составили немногим менее 200 человек убитыми, ранеными с обеих сторон, а в плен с обеих сторон попали несколько десятков пруссаков и датчан.

### Штурм 18 апреля

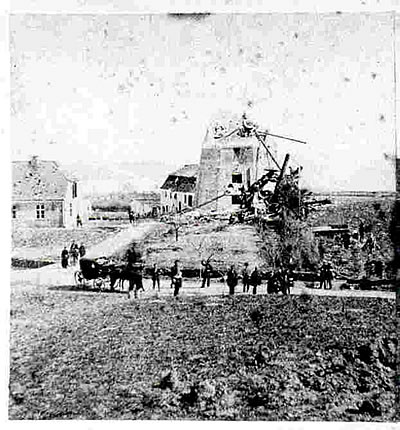
Дюббёльская мельница после битвы

На утро 18 апреля 1864 года, после мощной артподготовки, пруссаки скрытно выдвинулись с своих позиций в 2 часа ночи. В 10 часов утра прусская артиллерия остановила бомбардировку, и прусские части начали штурм датских укреплений. Огня артиллерии датского броненосца Rolf Krake оказалось недостаточно для того, чтобы остановить их наступление. Уже через тринадцать минут прусская пехота захватила контроль над первой линией редутов.
Восьмая бригада датских войск пыталась провести контратаку, но в ходе неё потеряла половину численного состава. Эта контратака помогла, однако, первой и третьей бригаде датских войск избежать столкновения с наступающими пруссаками. В 13:30 последнее сопротивление датчан на мосту в Сённерброге было сломлено.

## Результаты
Во время битвы были убиты, ранены или пропали без вести всего около 3600 датчан и около 1200 пруссаков. Датский официальный список жертв битвы сообщал об этих числах: 671 погибших, 987 раненых, из которых 473 были взяты в плен; 3131 пропали без вести или дезертировали, общее число жертв достигало 4789. Второй и 22-й полк потеряли больше всего. Кроме того, среди экипажа броненосца Rolf Krake был 1 погибший и 10 раненых.
Датские войска потерпели тяжелое поражение от численно превосходящих прусских войск. Главные датские силы были вынуждены отойти на остров Альсен и больше не могли вмешиваться в боевые действия за Ютландию. 
Битва при Дюббёле была первым сражением, на котором присутствовали официальные делегаты от «Международного Красного креста»: француз Луи Аппиа и голландец Карл ван де Вельде.

## В культуре
Битва при Дюббеле подробно показана в историческом сериале «1864».